# Preslia
Préslia — научный журнал по ботанике, издаваемый в Праге Чешским ботаническим обществом. Выходит 4 раза в год. Главный редактор Петр Пышек.
Журнал публикует результаты оригинальных исследований в области систематики, морфологии, географии, экологии растений, фитоценологии, проведённых в основном в Центральной Европе.
Журнал основан в 1914 году и назван в честь выдающихся богемских ботаников-братьев Яна Пресля (1791—1849) и Карела Пресля (1794—1852).